# Дерновый муравей

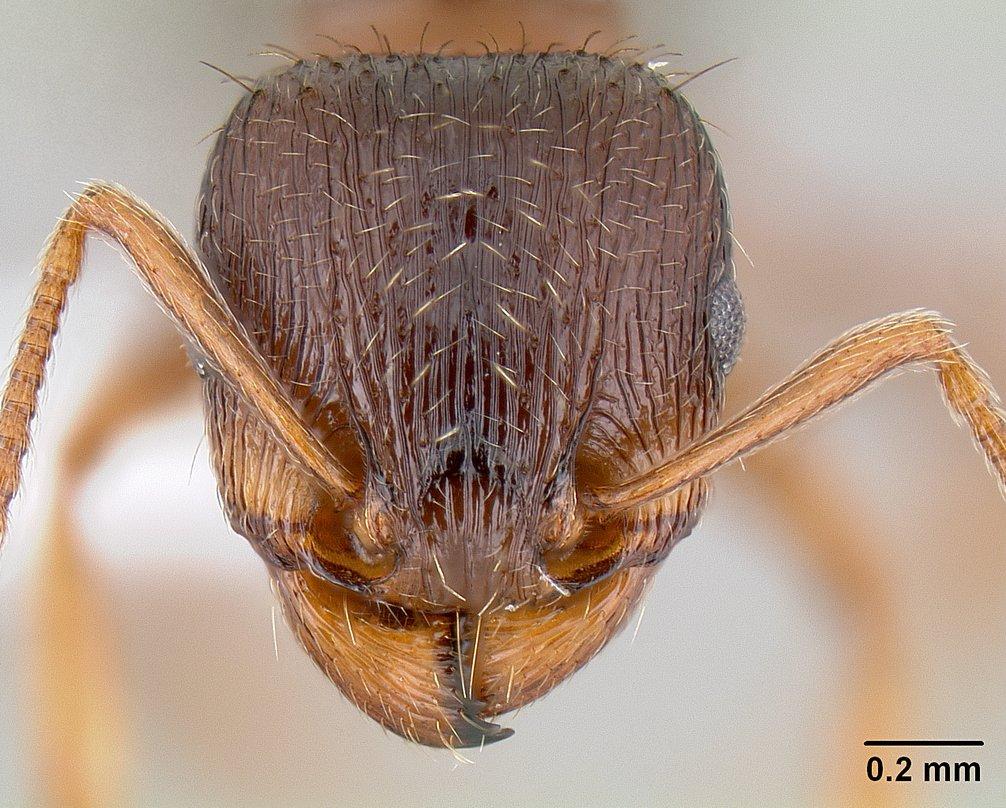
Голова рабочего Tetramorium caespitum

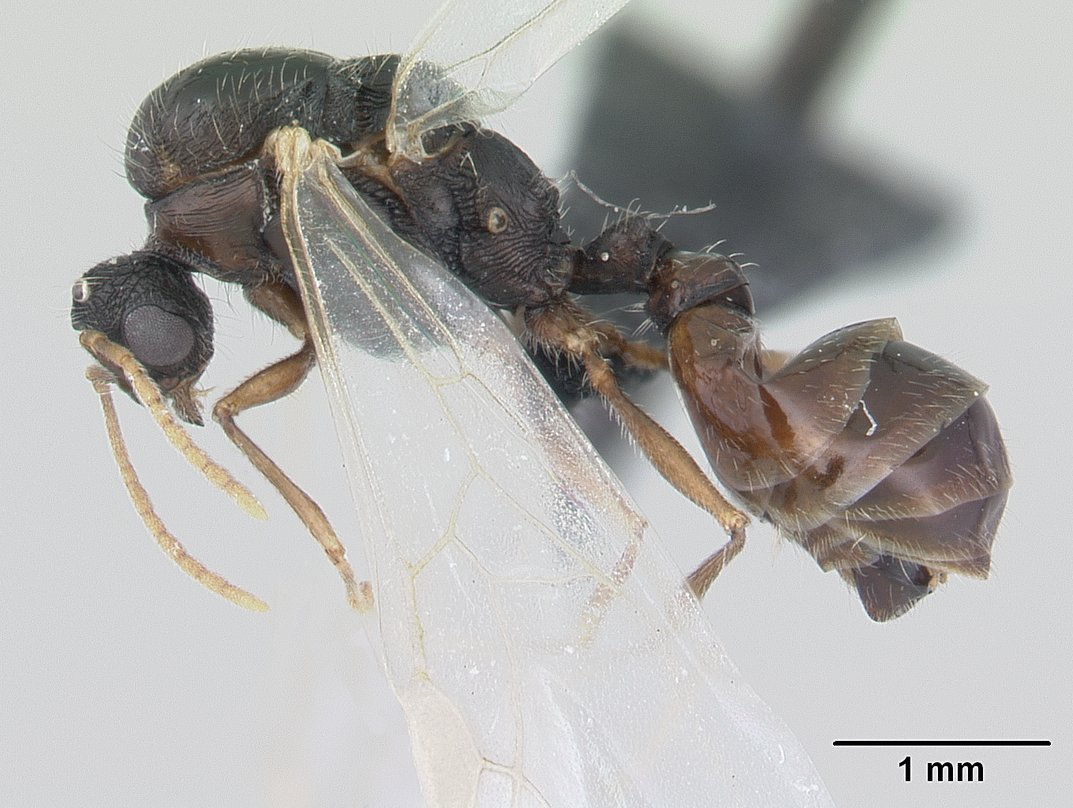
Крылатый самец Tetramorium caespitum

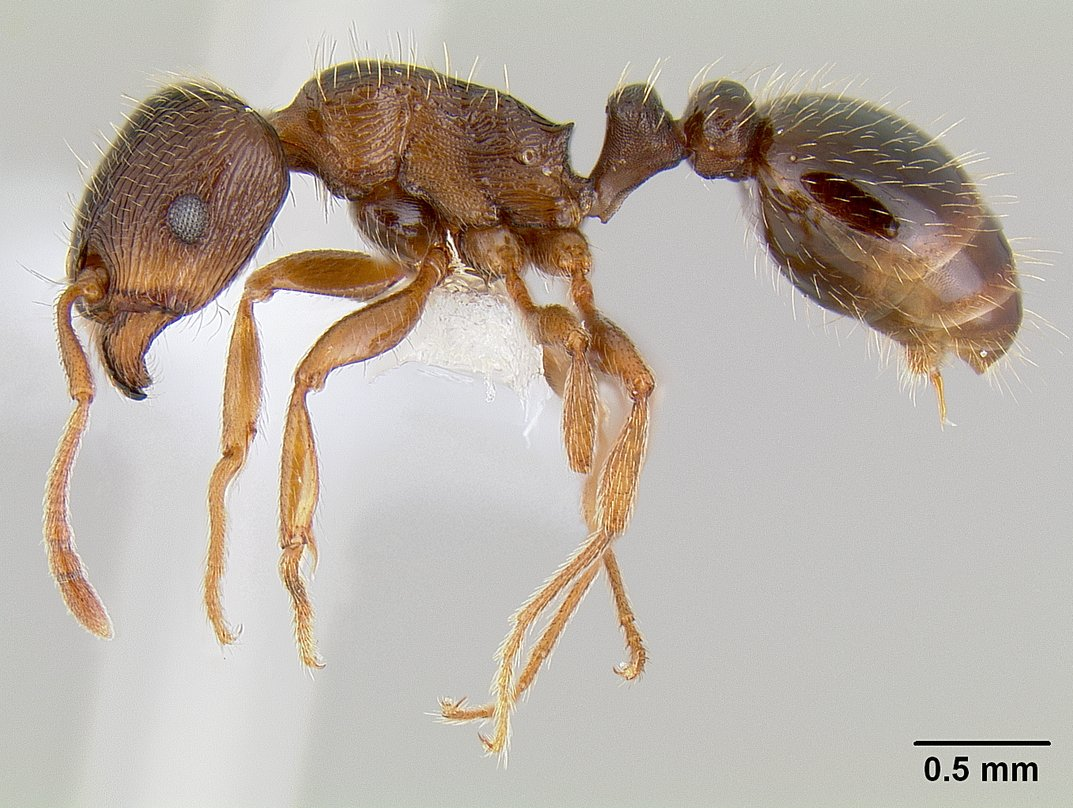
Рабочий Tetramorium caespitum

Дерновый муравей (лат. Tetramorium caespitum) — вид муравьёв из подсемейства Myrmicinae (триба Crematogastrini). Один из самых широко распространённых и обычных представителей своего рода.

## Распространение
Встречается в Северной Евразии (нативный ареал). В Европе отмечается от Испании до Турции и от Германии до Греции. В Северной Европе до Полярного круга. Кавказ, Малая Азия, далее до Забайкалья и Средней Азии. В 1700—1800-х гг были случайно завезены на кораблях вместе с землёй в Северную Америку. Обнаружен в 23 штатах США и 5 провинциях Канады.
Завезён в Северную Африку (Алжир, Марокко).

## Описание
Мелкие (длина рабочих 2—4 мм, матки и самцы вдвое крупнее, до 7 мм) земляные муравьи бурого цвета (от желтовато-коричневого до чёрного). Усики рабочих и самок 12-члениковые с 3-члениковой булавой (у самцов усики 10-члениковые). Боковые части клипеуса килевидно приподняты около места прикрепления усиков. Жвалы широкотреугольные с зубчатым жевательным краем. Стебелёк между грудкой и брюшком состоит из двух члеников: петиолюса и постпетиолюса (последний четко отделен от брюшка), жало развито, куколки голые (без кокона). Заднегрудка с 2 короткими и широкими проподеальными шипиками. Брюшко гладкое и блестящее, голова и грудка морщинистые.
Строят небольшие муравейники в виде земляных холмиков, а также в древесине или почве, под камнями. Семьи включают около 10 000 муравьёв (от нескольких тысяч и вплоть до 50 000 рабочих особей) и 1 матку (моногинные). Гемиксерофил, обитатель открытых мест (луга, поляны, вырубки, опушки) на песчаных почвах. Также на антропогенных участках (поля, обочины дорог, огороды, в городах под асфальтовыми покрытиями). Почти всеяден, полифаг (собирает нектар, семена растений, мёртвых беспозвоночных, разводит тлей), а также и активный хищник. На крупную добычу проводит массовую мобилизацию рабочих. Брачный лёт половых крылатых особей проводится в начале и середине лета

## Социальные паразиты
В гнездах дернового муравья обнаруживаются редчайшие социальнопаразитические виды муравьёв Anergates atratulus и Teleutomyrmex. Кроме того, дернового муравья используют в качестве «рабов» муравьи-рабовладельцы рода Strongylognathus.

## Таксономия
Дерновый муравей относится к комплексу видов Tetramorium caespitum/impurum. Вид был впервые описан в 1758 году шведским натуралистом Карлом Линнеем под первоначальным названием Formica caespitum Linnaeus, 1758. В 1855 году австрийский мирмеколог Густав Майр включил вид в состав рода Tetramorium (Tetramoriini). Близок к видам своего комплекса: T. impurum  (FOERSTER, 1850), T. indocile  SANTSCHI, 1927, T. hungaricum  RÖSZLER, 1935, T. alpestre  STEINER, SCHLICK-STEINER & SEIFERT, 2010, T. fusciclava  CONSANI & ZANGHERI, 1952, T. staerckei  KRATOCHVÍL, 1944, T. immigrans  SANTSCHI, 1927, T. breviscapus  Wagner, Arthofer, Seifert, Muster, Steiner & Schlick-Steiner, 2017 и T. caucasicum Wagner et al., 2017.

## Генетика
Геном: 0,26 пг (C value).

## Дерновые муравьи в космосе
12 января 2014 года колония из 800 рабочих особей дерновых муравьёв, разделённая на 8 отсеков, была доставлена на МКС для изучения их поведения и организации в условиях невесомости. На МКС барьеры между отсеками колонии были убраны. Муравьи остались на МКС, и возвращаться обратно на Землю не будут.
Исследования показали, что муравьи успешно адаптируются к условиям микрогравитации, и даже сохраняют умение передвигаться по стенкам своих жилищ.